# Wladimir Alexejewitsch Kutscherenko
Wladimir Alexejewitsch Kutscherenko (russisch Владимир Алексеевич Кучеренко; * 5. Julijul. / 18. Juli 1909greg. in Losowaja, Oblast Charkow; † 26. November 1963 in Moskau) war ein sowjetischer Bauingenieur und Politiker.

## Leben
Kutscherenko wurde in der Familie eines Eisenbahners geboren. Von 1925 bis 1929 war er Arbeiter, dann Polier in den Eisenbahnwerkstätten von Losowaja. Er studierte von 1929 bis 1933 am Charkower Bauinstitut.
Zwischen 1933 und 1939 war er Bauleiter der Zuckerfabrik in Kupjansk, des Lokomotivwerkes in Ulan-Ude sowie Chefingenieur beim Bau der Betriebe in Stalino und Petrowenki. Zwischen 1939 und 1950 war Kutscherenko Verwalter bzw. Chefingenieur unterschiedlicher Bautrusts. In den Jahren des Zweiten Weltkrieges (1941–1945) leitete er den Bau bzw. Wiederaufbau von Industriewerken in Makejewka, Charkow, Donezk, Dnipropetrowsk und Sterlitamak. Seit 1942 war Kutscherenko Mitglied der KPdSU.
Von 1950 bis 1952 war er stellvertretender Minister für die Errichtung von Maschinenbau-Unternehmen, 1952/53 stellvertretender Vorsitzender der Ersten Hauptverwaltung beim Ministerrat der UdSSR und 1953/54 stellvertretender Vorsitzender der Hauptverwaltung des Ministeriums für mittleren Maschinenbau der UdSSR. In den Jahren 1954 und 1955 war er Vorsitzender der Hauptverwaltung Wohnungsbau und ziviles Bauwesen Glawmosstroj (russisch Главмосстрой) beim Moskauer Stadtsowjet, sowie stellvertretender Vorsitzender des Exekutivkomitees des Stadtsowjets (stellvertretender Bürgermeister). 1955/1956 war er stellvertretender Vorsitzender des Ministerrates der UdSSR und Vorsitzender des Staatlichen Baukomitees ebenda.
Auf dem XX. (1956) und XXII. (1961) Parteitag wurde Kutscherenko ins ZK der KPdSU gewählt. Er war Abgeordneter des Obersten Sowjets der UdSSR (5. und 6. Wahlperiode, 1954–1962) und des Obersten Sowjets der RSFSR (4. Wahlperiode).
Ab 1956 war er Mitglied, seit Januar 1961 Präsident der Akademie für Bauwesen und Architektur der UdSSR.

## Ehrungen
Kutscherenko wurde mit dem Staatspreis der UdSSR (1951), drei Leninorden, dem Orden des Roten Banners der Arbeit, dem Orden des Roten Sterns und weiteren Medaillen ausgezeichnet. Seine Urne wurde an der Kremlmauer beigesetzt. Das Zentrale Forschungsinstitut für Baukonstruktionen (ZNIISK) der Akademie für Bauwesen und Architektur wurde nach ihm benannt (russisch Центральный научно-исследовательский институт строительных конструкций и сооружений им. В. А. Кучеренко).